# Фуэнтес, Рональд
Ро́нальд У́го Фуэ́нтес Ну́ньес (исп. Ronald Hugo Fuentes Núñez; 22 июня 1969, Сантьяго) — чилийский футболист, бывший защитник известный по выступлениям за клубы «Кобресаль», Универсидад де Чили и сборную Чили. Участник чемпионата мира 1998 года.

## Клубная карьера
Фуэнтес начал карьеру в клубе «Кобресаль». В 1987 году он дебютировал за команду в чилийской Примере. В том же году он стал обладателем Кубка Чили. В «Кобресале» Рональд провёл шесть лет, став одним из лидеров оборонительной линии команды. В 1994 году Фуэнтес перешёл в «Универсидад де Чили». В составе нового клуба он четыре раза выиграл чемпионат и дважды завоевал национальный кубок. В 2001 году в возрасте 32 лет Рональд принял решение завершить карьеру. С 2007 года Фуэнтес работает тренером.

## Международная карьера
9 апреля 1991 года в товарищеском матче против сборной Мексики Рональд дебютировал за сборную Чили. Он принял участие в двух розыгрышах Кубка Америки в 1991 и 1995 году. На первом турнире Фуэнтес стал обладателем бронзовых медалей турнира, но на поле ни разу не вышел.
В 1998 году Рональд попал в заявку сборной на участие в Чемпионате мира во Франции. На турнире он принял участие в матчах против команд Камеруна, Австрии, Италии и Бразилии.

## Достижения
Командные
 «Кобресаль»
- Обладатель Кубка Чили — 1987

 «Универсидад де Чили»
- Чемпионат Чили по футболу — 1994
- Чемпионат Чили по футболу — 1995
- Чемпионат Чили по футболу — 1999
- Чемпионат Чили по футболу — 2000
- Обладатель Кубка Чили — 1998
- Обладатель Кубка Чили — 2000

Международные
 Чили
- Кубок Америки по футболу — 1991